# 杜臻
杜臻（1633年—1703年），字肇余，榜名徐臻，浙江省嘉興府秀水縣（今浙江省嘉興市）人，清朝政治人物、進士出身。1684-1685年奉旨巡視廣東和福建的復界（註：清初遷界令強遷沿海百姓），同行者有內閣大學士席柱。此行寫成《粵閩巡視紀略》，由於該書詳述了九龍建有墪台的情況，成為學界研究清朝割讓香港前夕的軍事佈防的經常引用的史料。
順治十五年，登進士，改庶吉士。順治十八年，任翰林院編修。后任秘書院侍讀。康熙八年，任河南鄉試正考官、國子監司業、翰林院侍讀學士。康熙十三年，任內閣學士。康熙十五年，任禮部右侍郎。次年，任吏部右侍郎。康熙二十年，任刑部右侍郎、刑部左侍郎。次年，擔任吏部左侍郎、武會試正考官。康熙二十三年，任工部尚書。康熙二十八年，任刑部尚書。康熙三十年，任兵部尚書。康熙三十三年，任會試考官。康熙三十八年，任禮部尚書。

## 延伸阅读
[在维基数据编辑]
 《清史稿/卷268》，出自趙爾巽《清史稿》